# Suctobelbella sabahensis
Suctobelbella sabahensis är en kvalsterart som beskrevs av Sandór Mahunka 1988. Suctobelbella sabahensis ingår i släktet Suctobelbella och familjen Suctobelbidae. Inga underarter finns listade i Catalogue of Life.